# Karl David August Röder
Karl David August Röder, född den 23 juni 1806 i Darmstadt, död den 20 december 1879 i Heidelberg, var en tysk rättslärd.
Röder, som blev privatdocent 1830 i Giessen, måste efter utgivandet av sin skrift Grundzüge der Politik des Rechts. I. Einleitung. Allgemeine Staatsverfassungslehre (1837) lämna denna verksamhet. År 1839 blev han privatdocent i Heidelberg, 1842 extra ordinarie professor där, 1879 honorarprofessor. 
Liksom Heinrich Ahrens var han påverkad av K.C.F. Krause, han var en ivrig anhängare av den straffrättsliga förbättringsteorin och en lika skarp motståndare av vedergällningsteorin. Störst betydelse har Röder som fängelseteoretiker, medan hans rättsfilosofiska arbeten — Grundzüge des Naturrechts oder der Rechtsfilosofie (1846, 2:a upplagan i 2 avdelningar 1860 och 1863) och andra — inte blev beaktade i Tyskland. 
Förutom att ge ut Krauses System der Rechtsphilosophie (1874) och J.J. Kaups Grundriss zu einem System der Natur (1877) skrev Röder — förutom en mängd uppsatser i in- och utländska tidskrifter — Zur Rechtsbegrundung der Besserungsstrafe (1846), Grundgedanken und Bedeutung des römischen und germanischen Rechts (1855), Der Strafvollzug im Geist des Rechts (1863), Besserungsstrafe und Besserungsstrafanstalten als Rechtsforderung (1864), Die herrschenden Grundlehren von Verbrechen und Strafe in ihren inneren Wiedersprüchen (1867) och Estudios sobre derecho penal y sistemas penitenciarios (1875). 
I utlandet, särskilt i Holland, Spanien och Italien, åtjöt Röder stort anseende. Hans Naturrätt blev således översatt till spanska 1879, och C.F. Gabba behandlade hans tankar i skriften La scuola di Roeder ed il sistema dell'isolamento carceriano (1868).